# 八卦燕翅镋
八卦燕翅镋，是武當紫霄派八卦門的長兵器，為钂的一種，屬於燕翅钂，後由呂紫劍改進。

## 構造
此兵器全長1.68米，兩端九環刀，中部護手鉞。

## 技法
八卦燕翅镋是以八卦掌為基礎，在穿九宮轉八卦的走、轉、翻、旋中施展基本技法的特殊器械。要求做到镋隨身轉，身隨镋行，人镋合一。基本技法有：劈、砍、扎、斬、點、撩、推、架、格、截等。